# British Comedy Awards 2009

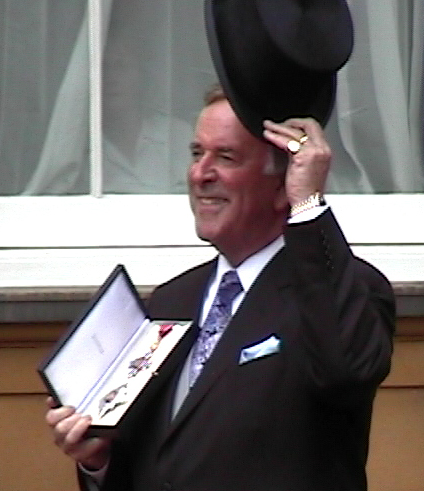
Terry Wogan, nagroda za całokształt twórczości

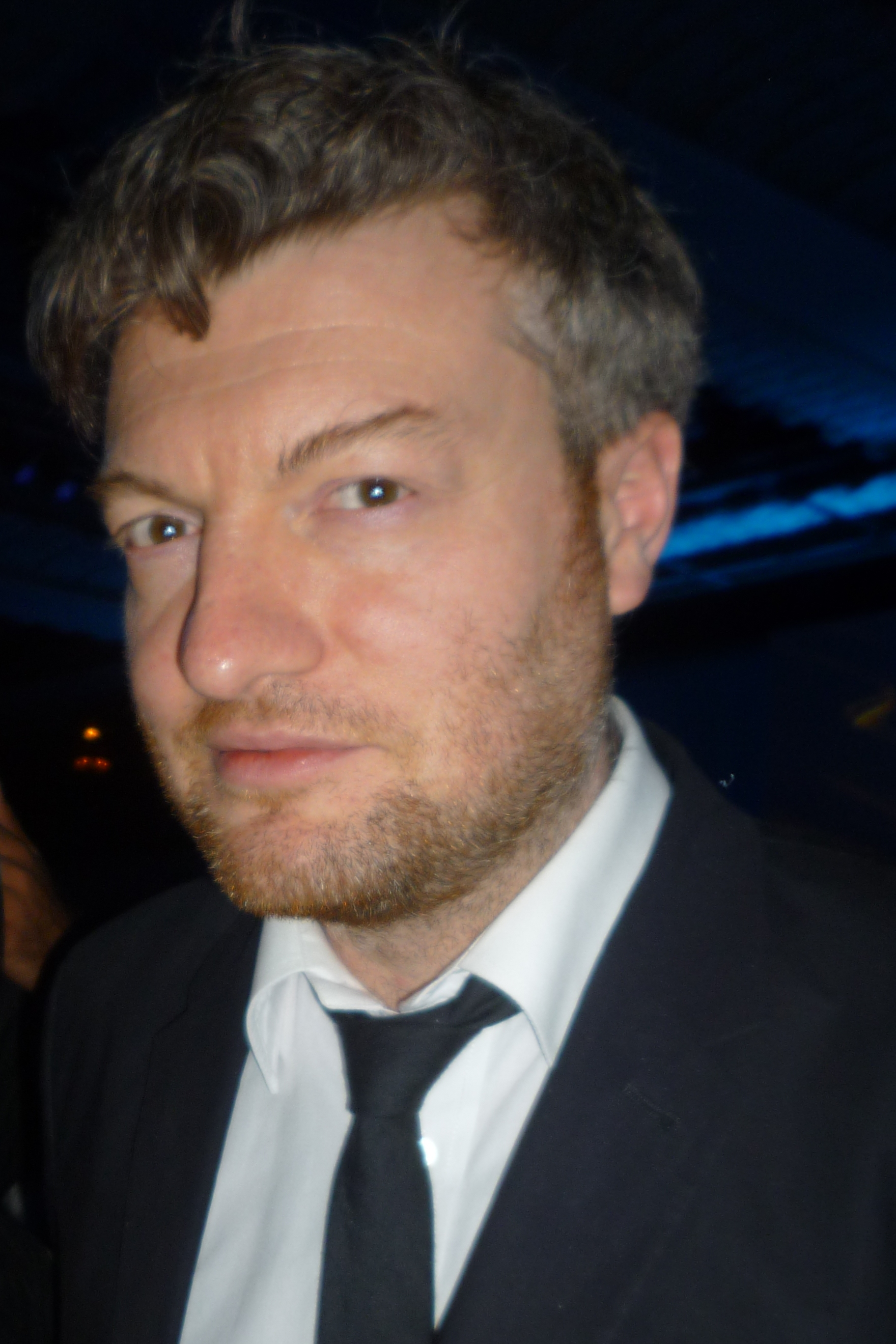
Charlie Brooker, najlepszy męski debiut komediowy

British Comedy Awards 2009 – dwudziesta edycja nagród British Comedy Awards, zorganizowana w 2009 roku. Po rocznej przerwie do roli prowadzącego ceremonię rozdania powrócił Jonathan Ross, wcześniej prowadzący wszystkie gale finałowe w latach 1991-2007. 
Po raz pierwszy w historii nagrodę aktorską otrzymało dziecko, którym była ośmioletnia wówczas Ramona Marquez, jedna z dziecięcych gwiazd serialu Sto pociech, wyróżniona za najlepszy żeński debiut komediowy.  

## Lista laureatów
- Najlepszy telewizyjny aktor komediowy: Simon Bird
- Najlepsza telewizyjna aktorka komediowa: Katherine Parkinson
- Najlepsza osobowość w komedii i rozrywce: Harry Hill
- Najlepszy program komediowo-rozrywkowy: Harry Hill's TV Burp
- Najlepszy żeński debiut komediowy: Ramona Marquez
- Najlepszy męski debiut komediowy: Charlie Brooker
- Najlepsza nowa komedia telewizyjna: Psychoville
- Najlepsza komedia telewizyjna: Sto pociech
- Najlepszy komediodramat: Rwanie
- Najlepszy komediowy teleturniej panelowy: Have I Got News For You
- Najlepsza komedia filmowa: In The Loop
- Najlepszy stand-up: Michael McIntyre
- Nagroda specjalne za wybitne osiągnięcia: Peter Kay
- Nagroda za całokształt twórczości: Terry Wogan
- Nagroda Brytyjskiej Gildii Scenarzystów dla najlepszego scenarzysty komediowego: Graham Linehan